# دانشگاه ملبورن
دانشگاه ملبورن (به انگلیسی: University of Melbourne) یک دانشگاه تحقیقاتی دولتی در ملبورن واقع در ایالت ویکتوریا استرالیا است که در سال ۱۸۵۳ میلادی پایه‌گذاری شده‌است و دومین دانشگاه قدیمی استرالیا به‌شمار می‌رود. برخی از مراکز رتبه‌بندی مراکز آکادمیک، این دانشگاه را بهترین دانشگاه موجود در این کشور معرفی کردند. همچنین چهار نخست‌وزیر استرالیا و پنج فرماندار این کشور از این دانشگاه فارغ‌التحصیل شده‌اند.
طبق آخرین آمار، دانشگاه ملبورن دارای ۵۲٬۴۷۵ نفر دانشجو و ۴٫۶۳۱ کادر آکادمیک است.

## پردیس

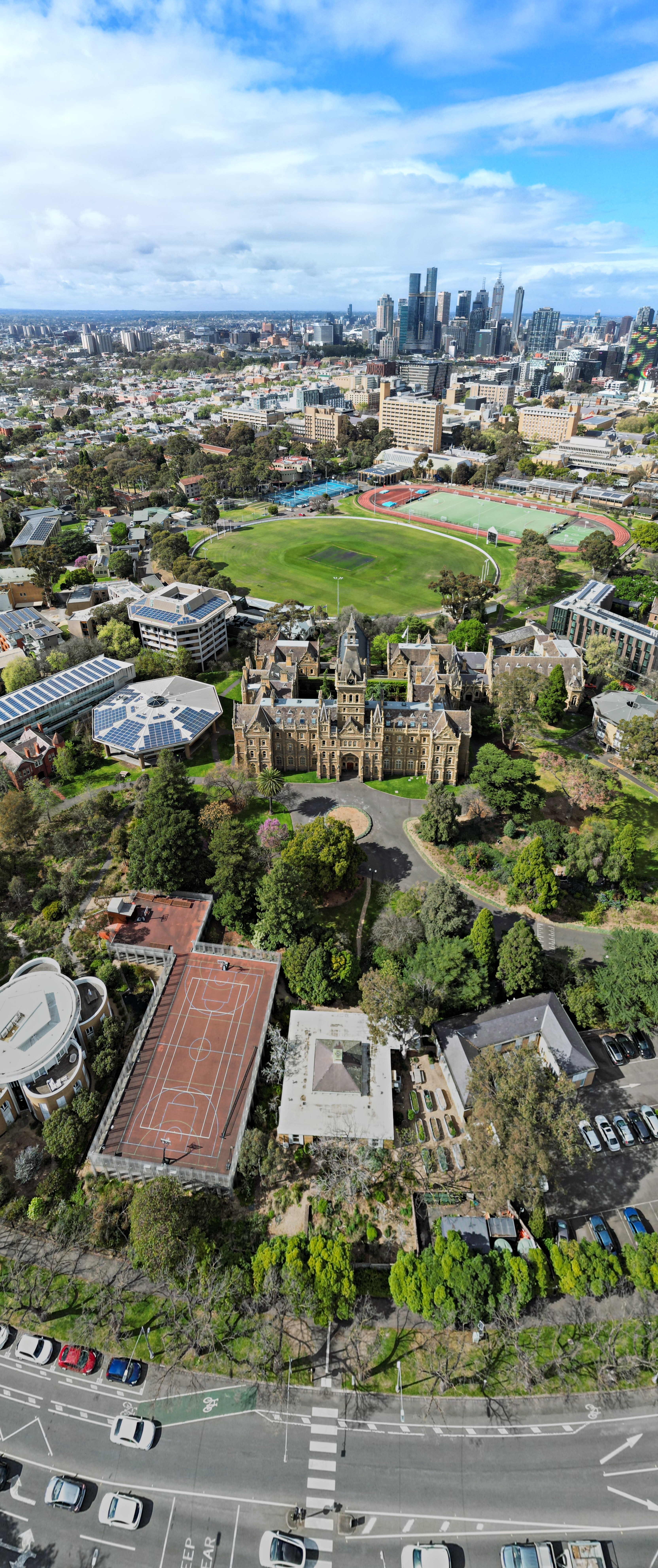
دانشگاه ملبورن

پردیس پارک‌ویل (Parkville) پردیس اصلی دانشگاه ملبورن است. این پردیس ابتدا در یک منطقهٔ بزرگ در شمال خیابان گراتان (Grattan) در پارک‌ویل تأسیس شد. این پردیس گسترش یافت و بسیاری از ساختمان‌های جدید نیز در حومهٔ کارلتون (Carlton) واقع شده‌اند. این دانشگاه یک برنامهٔ زیربنایی بلندپایه برای بازسازی پردیس‌ها دارد.

## دانشکده‌ها
این دانشگاه از چندین دانشکده تشکیل شده‌است که عبارتند از:
- دانشکده معماری، ساختمان‌سازی
- دانشکده هنر
- دانشکده کسب و کار و اقتصاد
- دانشکده آموزش ملبورن
- دانشکده مهندسی ملبورن
- دانشکده حقوق ملبورن
- دانشکده پزشکی، دندانپزشکی و علوم بهداشت
- دانشکده علوم
- دانشکده دامپزشکی و علوم کشاورزی
- دانشکده هنرهای زیبا و موسیقی

## رتبه‌بندی
دانشگاه ملبورن در رتبه‌بندی دانشگاه‌های جهان در سال ۲۰۲۴ بر اساس رتبه‌بندی جهانی QS در رتبهٔ ۱۴ جهان و اول استرالیا قرار گرفت که پیشرفتی چشم گیر نسبت به سال ۲۰۱۹ داشته‌است. در رتبه‌بندی دانشگاه‌های جهان QS در سال ۲۰۱۹، دانشگاه ملبورن در رتبهٔ ۳۹ در سطح جهانی و دوم استرالیا قرار داشت، همچنین در رتبه‌بندی استخدام فارغ‌التحصیلان در ردهٔ ششم دانشگاه‌های جهان قرار گرفته بود. در جدیدترین رتبه‌بندی CWTS Leiden، این دانشگاه در سال ۲۰۱۹ رتبهٔ ۳۳ جهان و دوم استرالیا قرار داشت. این دانشگاه در رتبه‌بندی دانشگاه‌های جهان (ARWU) در سال ۲۰۱۸ رتبهٔ ۳۸ در سطح جهان و رتبهٔ نخست در استرالیا را از آن خود کرده‌است.

## نگارخانه

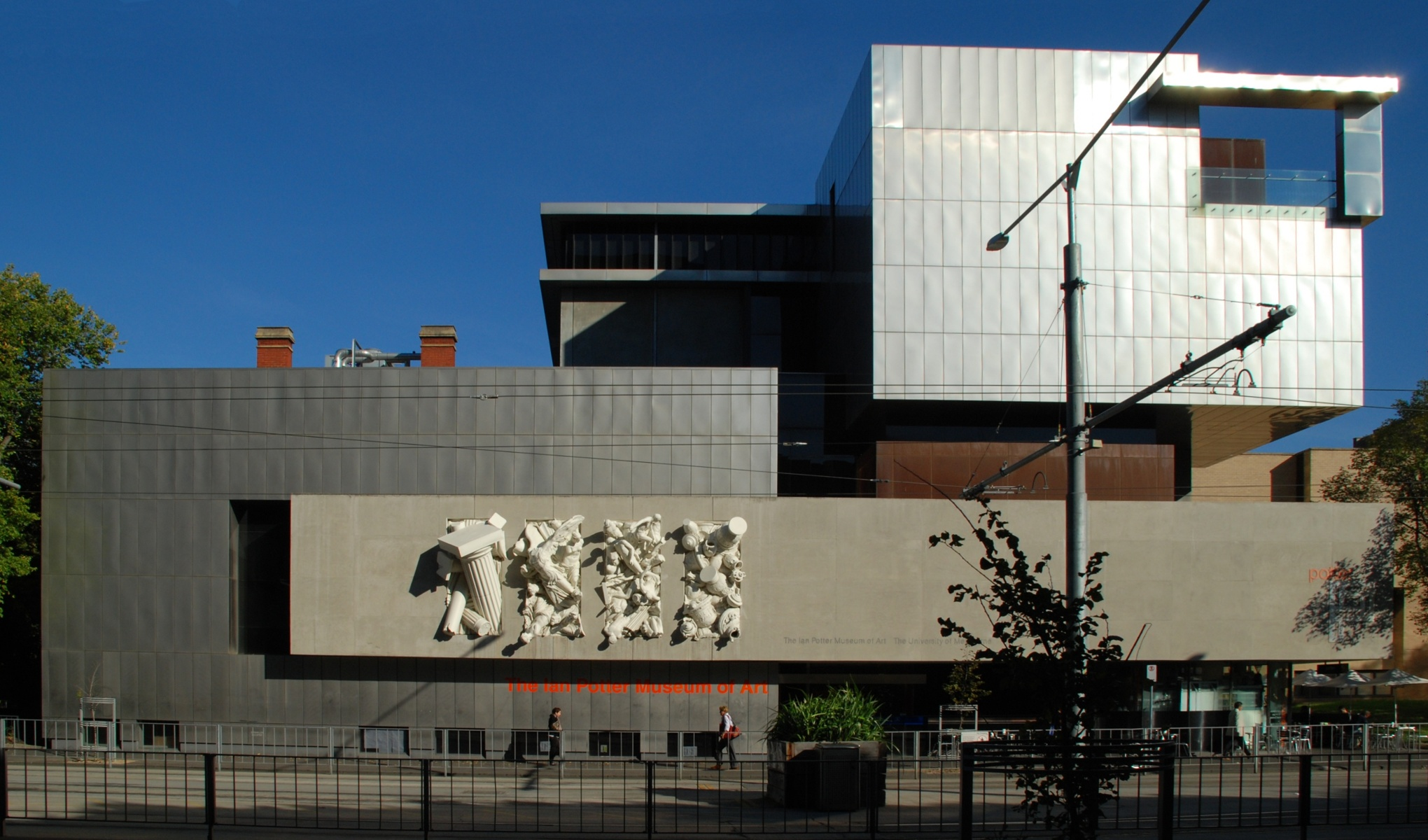
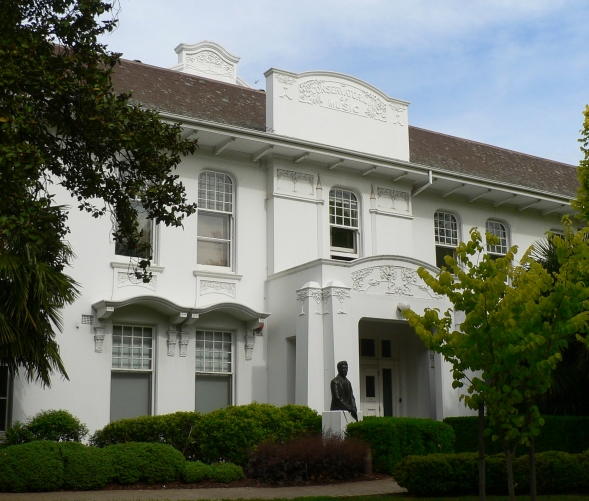
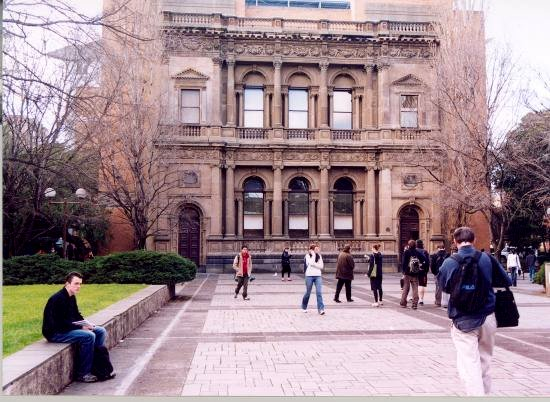
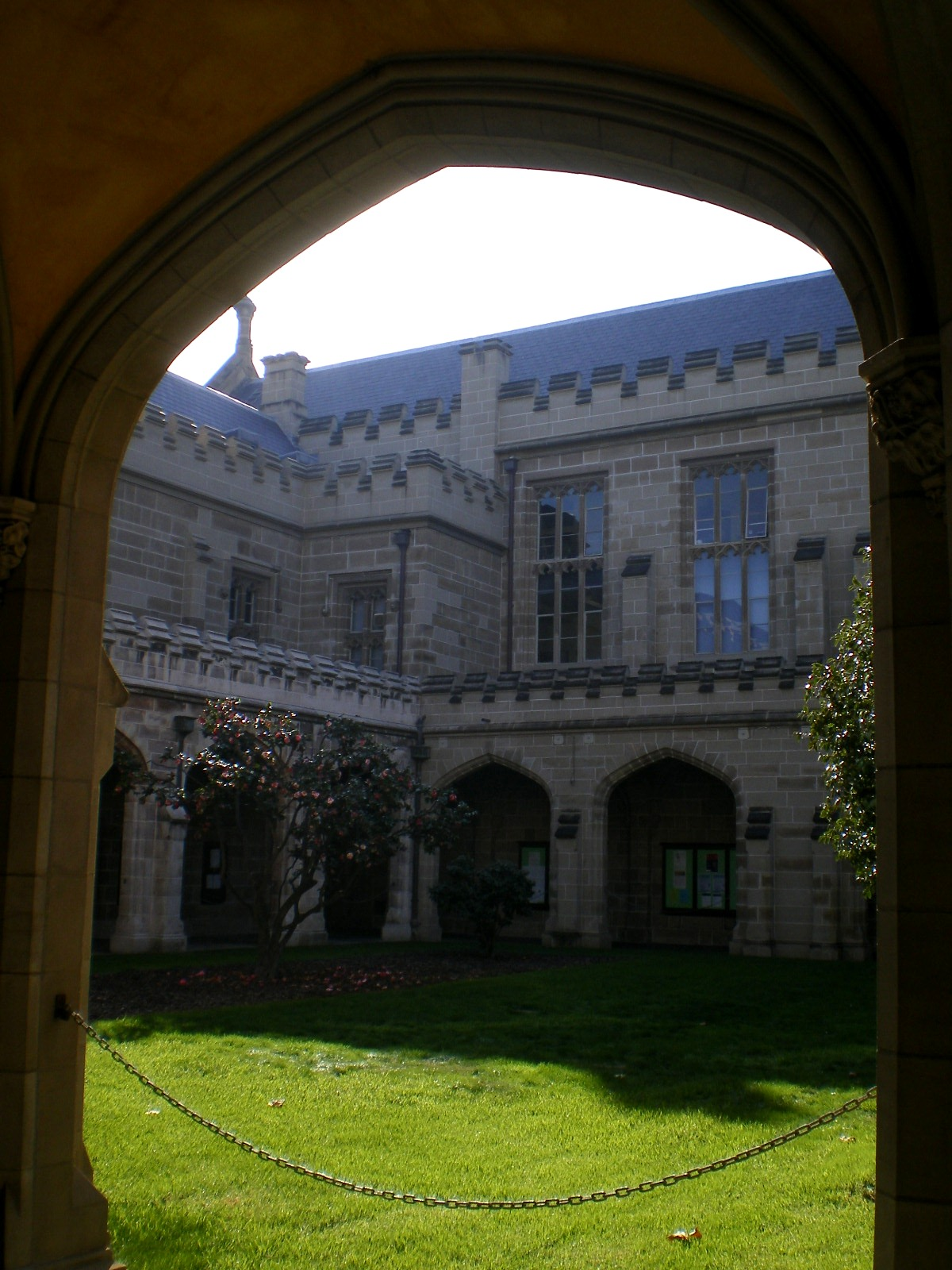
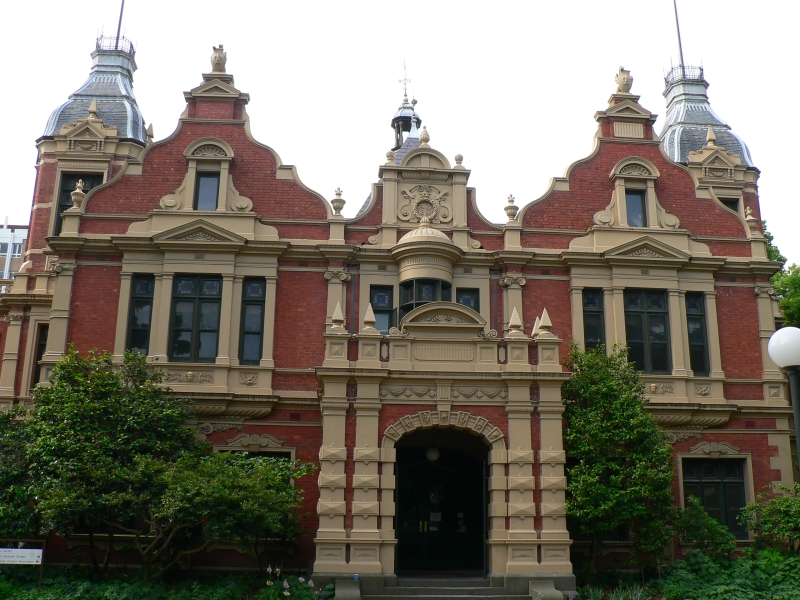
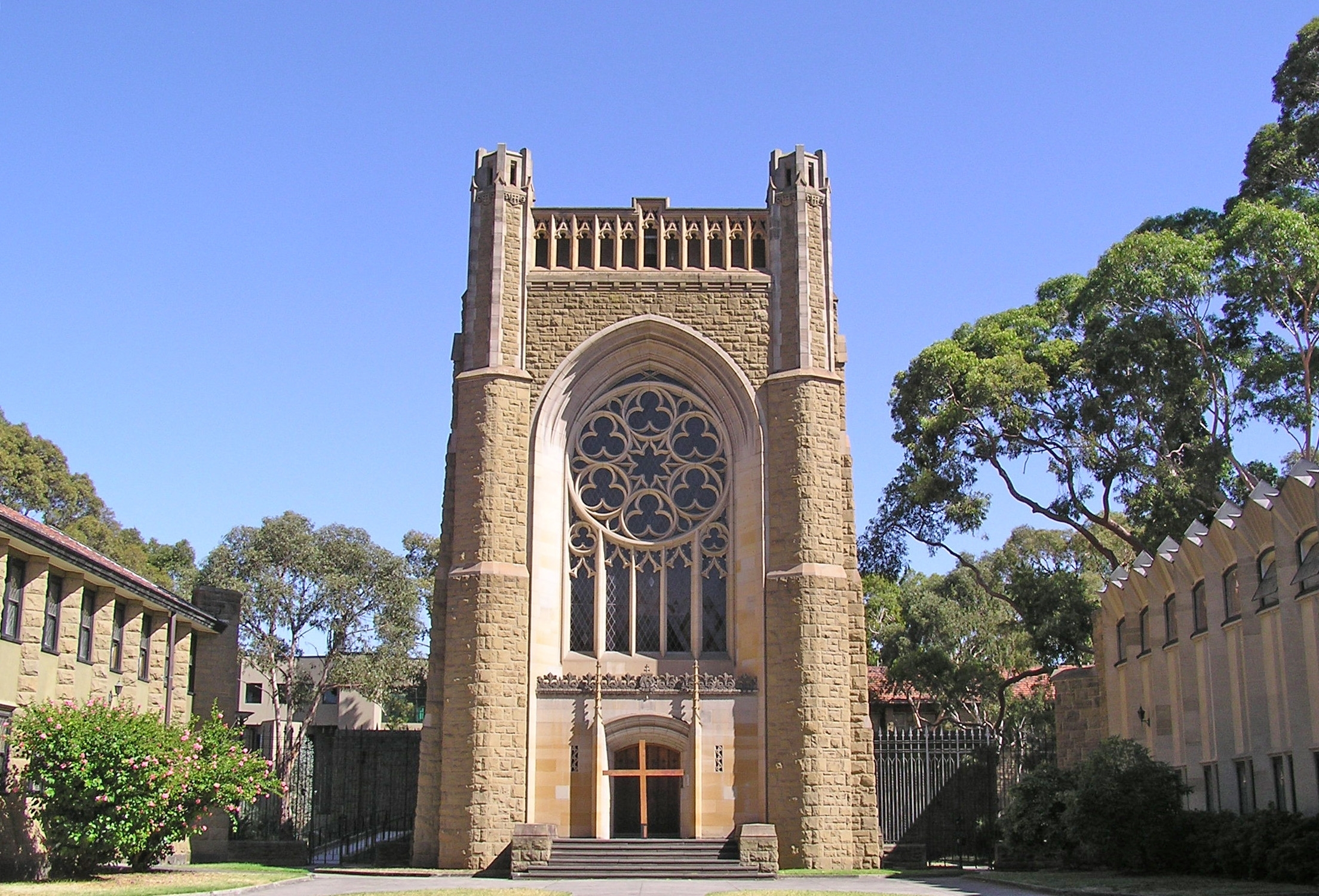
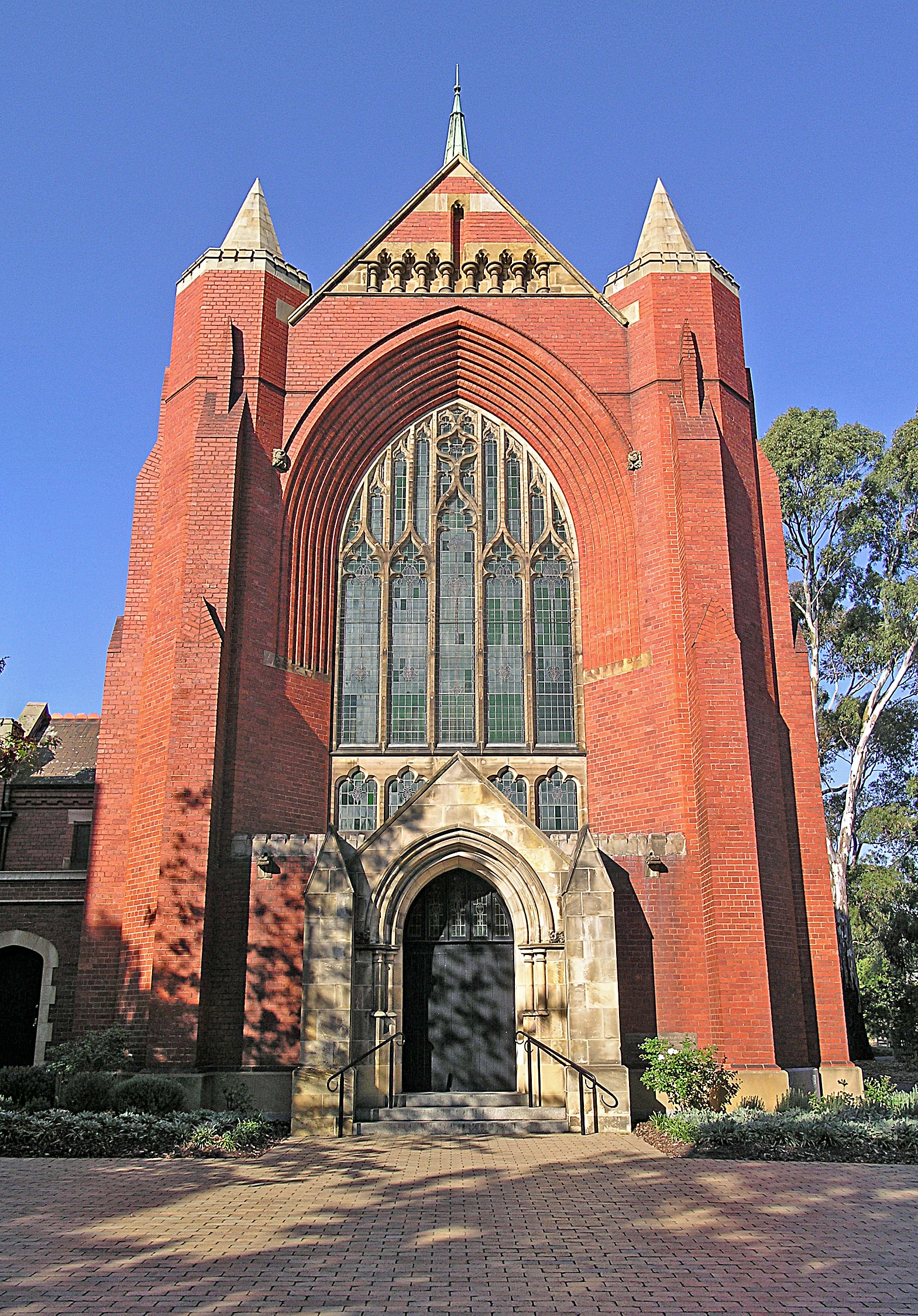
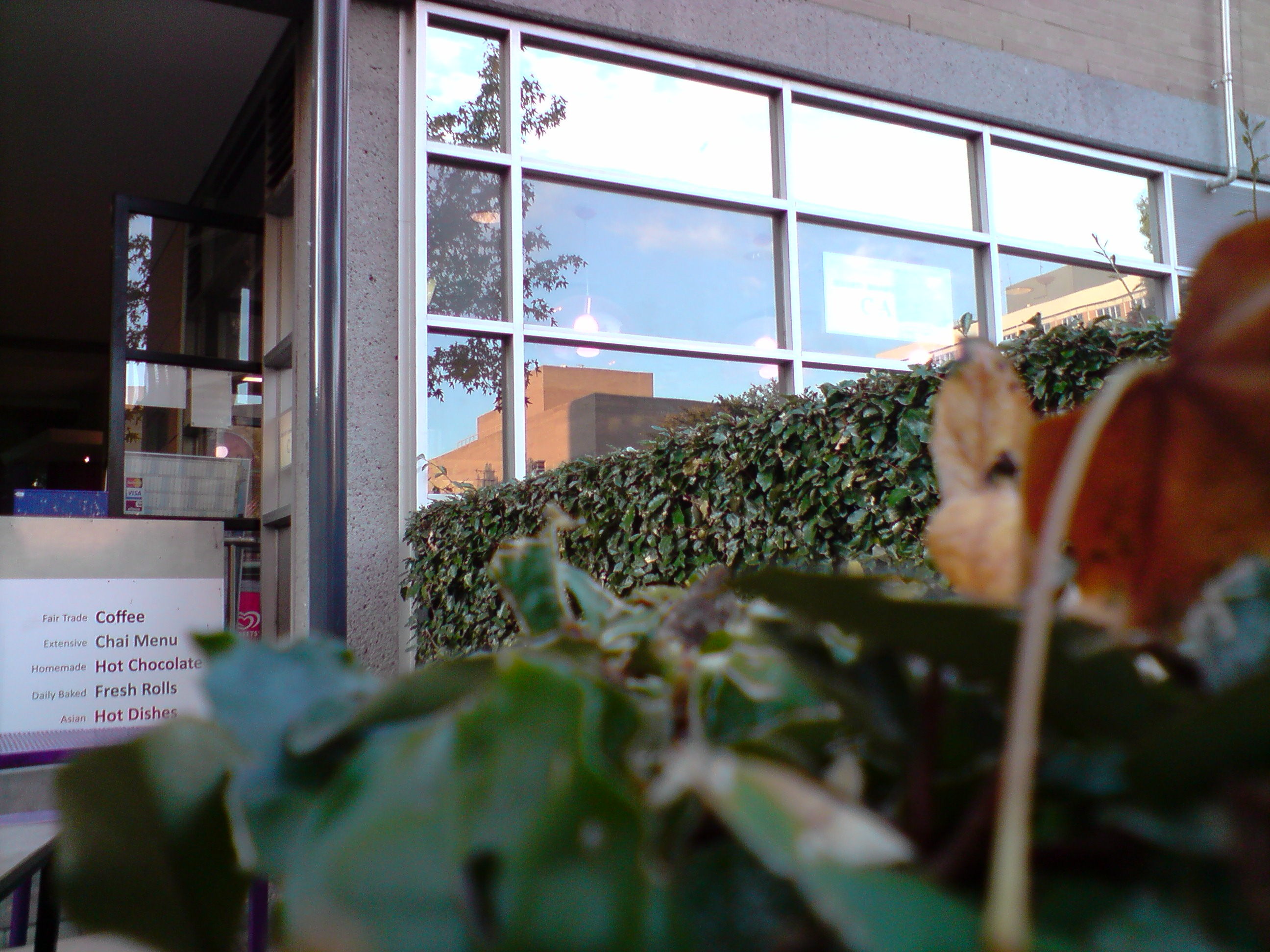
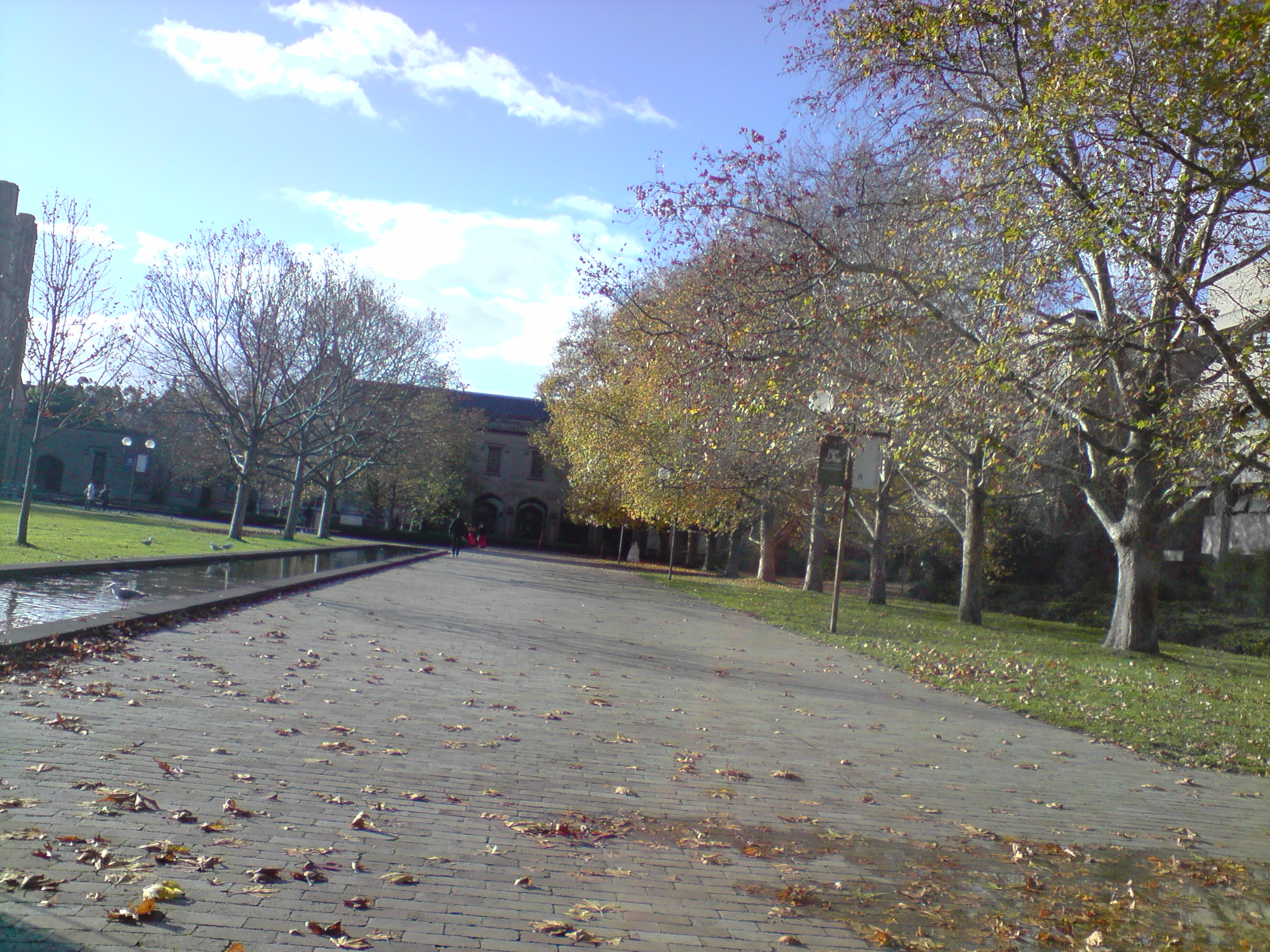
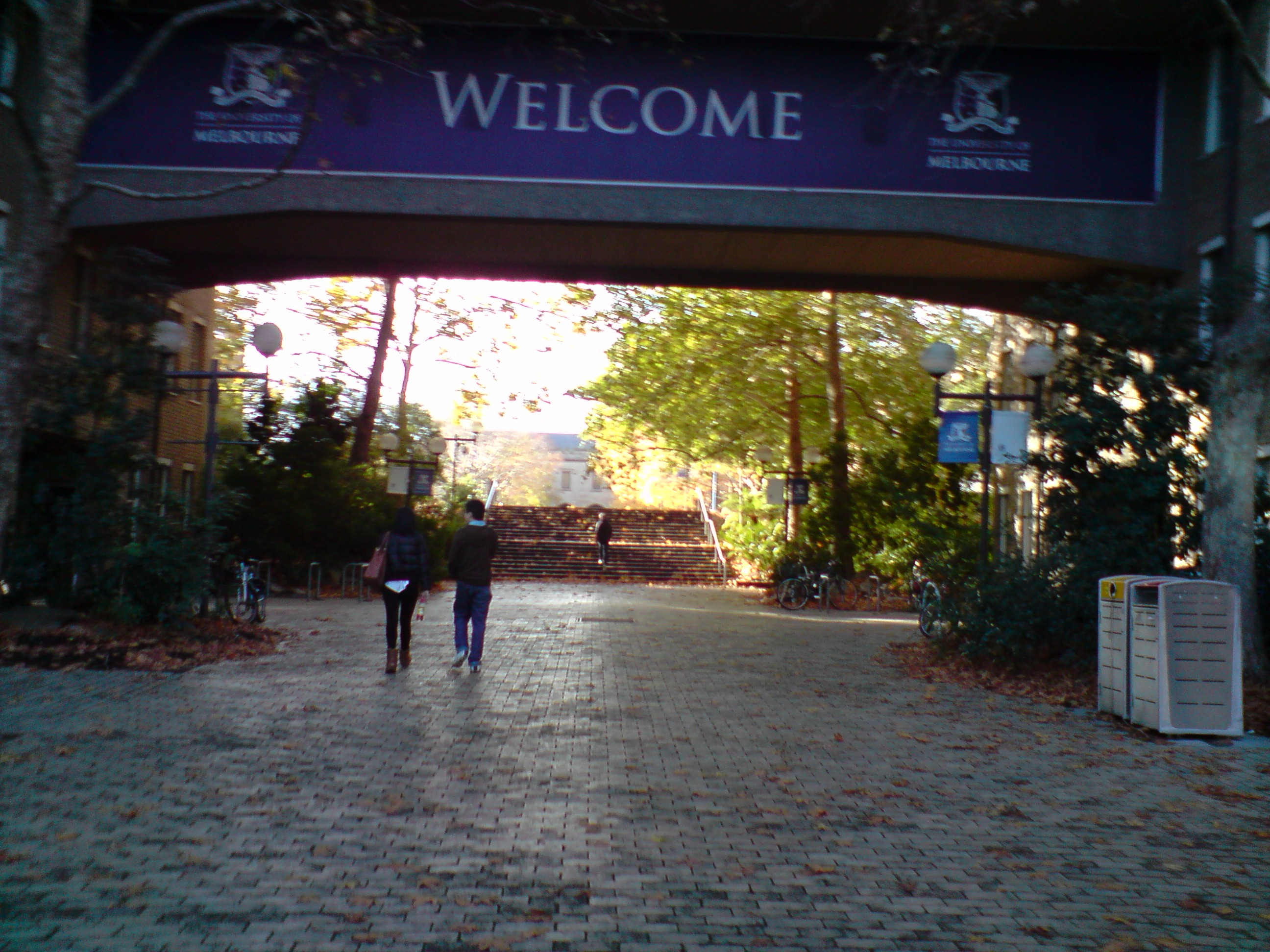
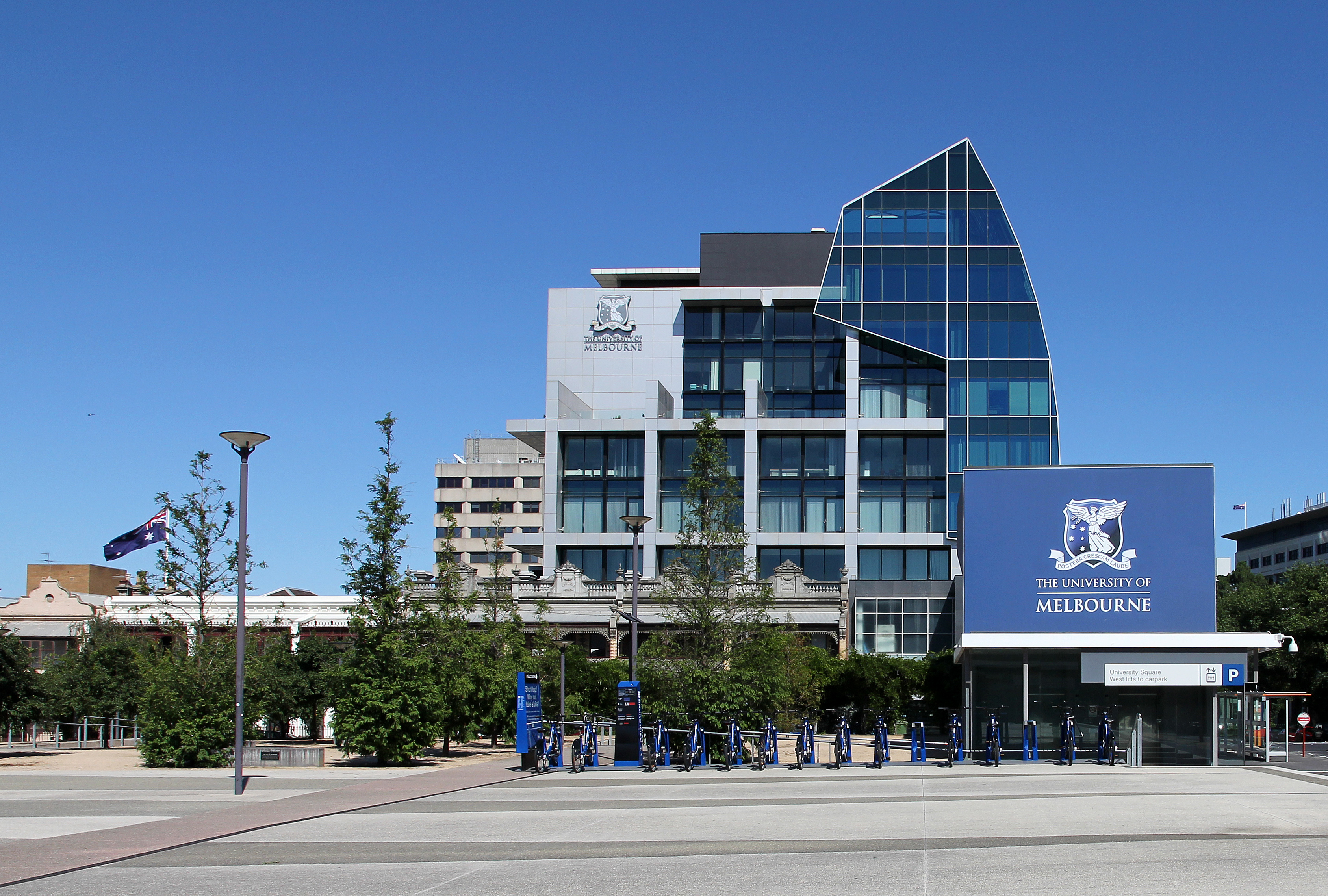
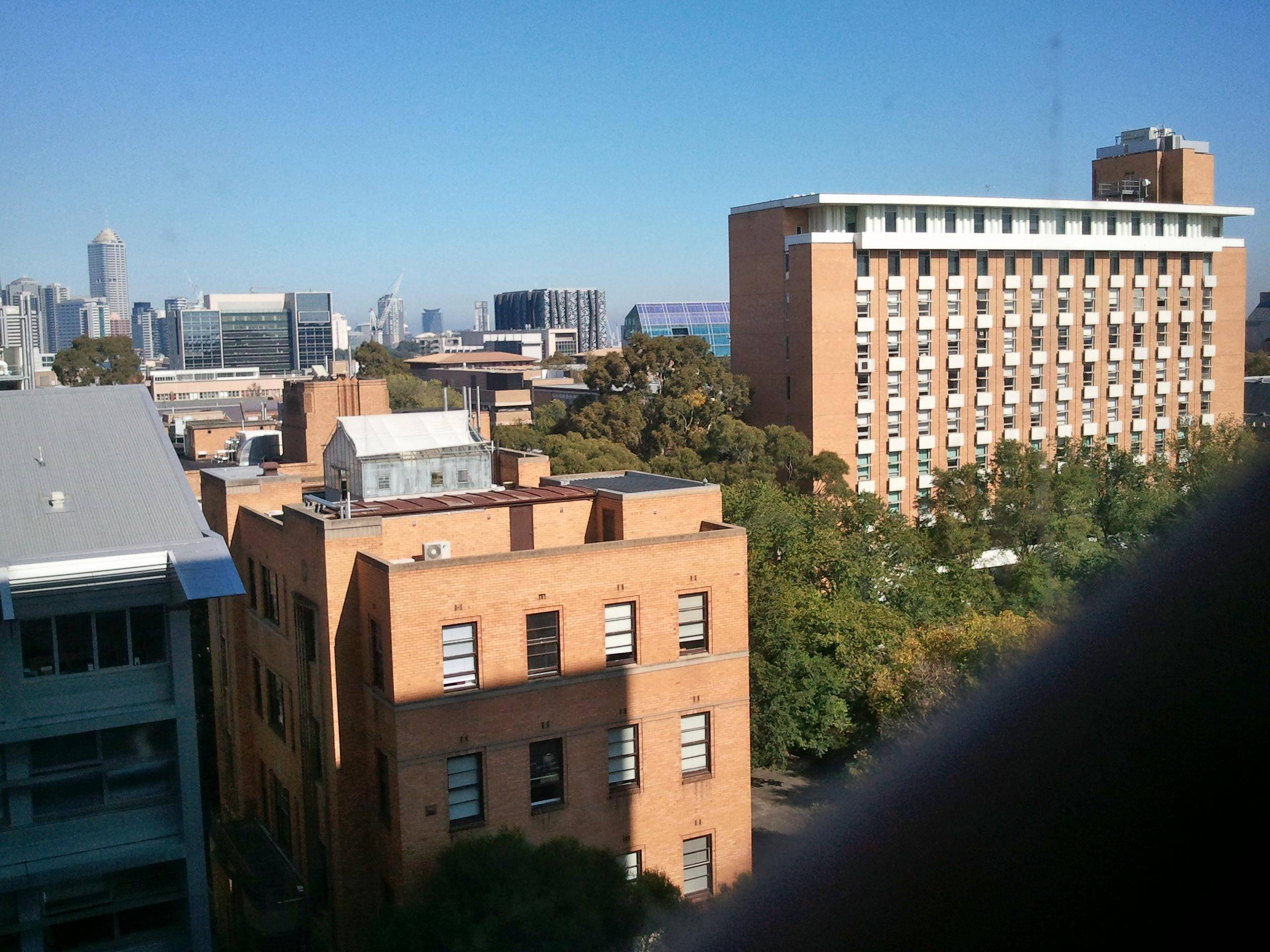
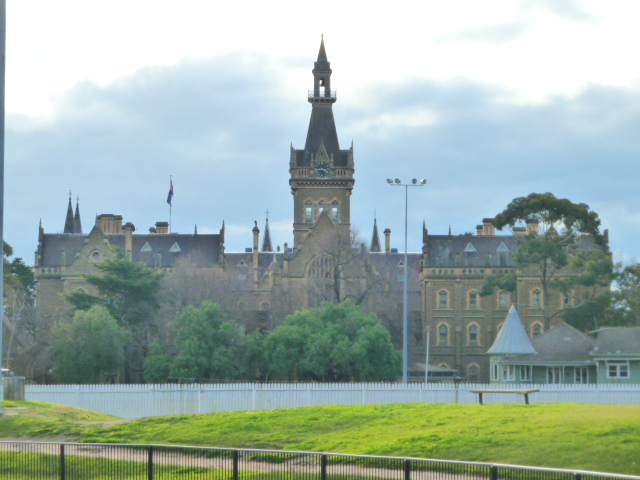
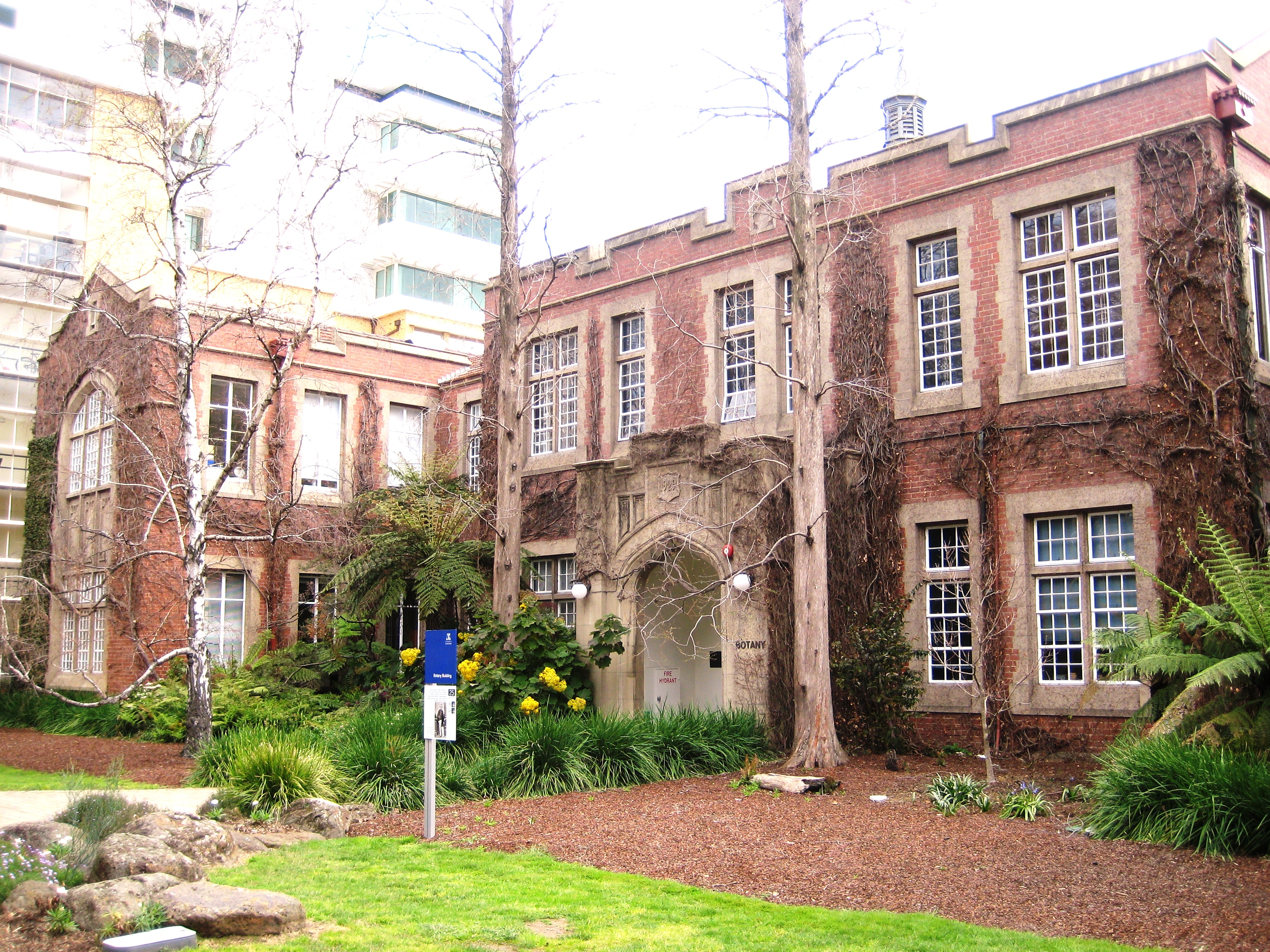

## پیوند
- وبگاه رسمی